# Svartpannad lövtyrann
Svartpannad lövtyrann (Phylloscartes nigrifrons) är en fågel i familjen tyranner inom ordningen tättingar.

## Utbredning och systematik
Fågelns utbredningsområde är i tepuis i södra Venezuela (södra Bolívar och Amazonas). Den behandlas som monotypisk, det vill säga att den inte delas in i några underarter.

## Status och hot
Arten har ett stort utbredningsområde, men tros minska i antal, dock inte tillräckligt kraftigt för att den ska betraktas som hotad. Internationella naturvårdsunionen IUCN listar arten som livskraftig (LC).